# 라도미르

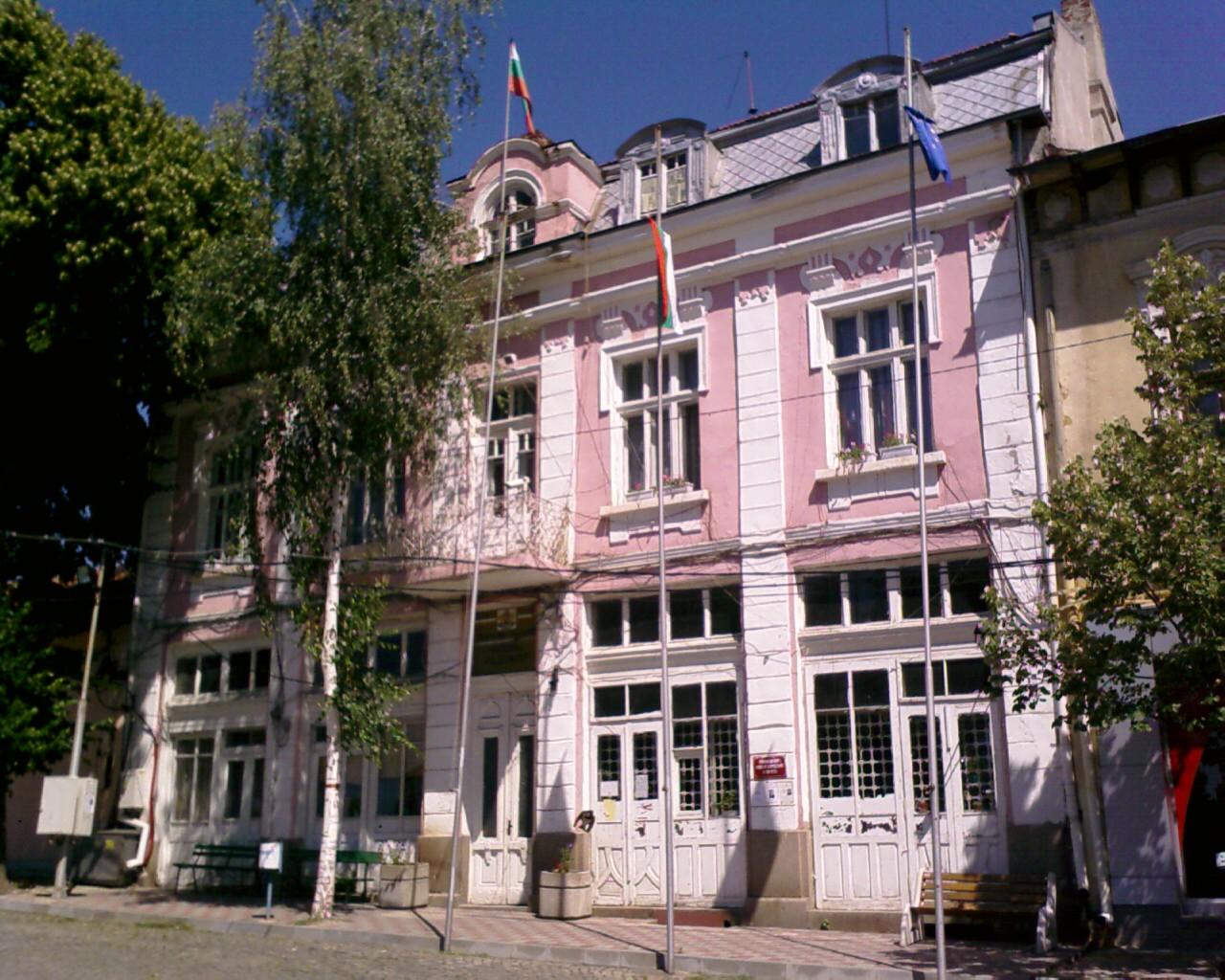
라도미르 시청

라도미르(불가리아어: Радомир, Radomir)는 불가리아 서부에 위치한 페르니크주의 도시로, 인구는 14,978명(2010년 기준), 높이는 664m이다.

## 역사
15세기 문헌에 처음 등장했으며 당시에는 "우라드무르"(Uradmur)라는 이름으로 등장했다. 지금과 같이 "라도미르"라는 이름이 등장한 시기는 1488년이며 도시 이름은 사람 이름에서 유래된 이름이다. 시내에는 수많은 유적들이 남아 있다.